# Acacia blomei
Acacia blomei là một loài thực vật có hoa trong họ Đậu. Loài này được Ohlend. miêu tả khoa học đầu tiên.